# Francesco Scianna
Francesco Scianna (Palermo, 25 de marzo de 1982) es un actor italiano.

## Biografía
Francesco Scianna, nacido en Palermo el 25 de marzo de 1982, inició su carrera como actor de teatro desde que cursaba el Liceo Científico G. Galilei. Debutó en 1997 con el recital de poemas de Salvatore Quasimodo, "C.E.I."; recibe las primeras lecciones de actuación de la actriz de doblaje Serena Michelotti, luego participó en muchas otras obras y se graduó de la academia nacional de arte dramático; también estudió con Francesca Viscardi Leonetti, pedagoga y directora artística del Free Mistake Project.
En 2002 debutó en el cine con Il più bel giorno della mia vita de Cristina Comencini, a la que siguió L'odore del sangue, dirigida por Mario Martone, en 2004.
Después de estas películas, realizó algunos dramas de televisión: La luna e il lago, dirigida por Andrea Porporati, una película para televisión emitida en 2006 en Rai 1, y la miniserie de televisión de Canale 5, Il capo dei capi.
El éxito llega en 2009 cuando interpreta el papel de Peppino Torrenuova, el protagonista masculino en la película Baarìa, dirigida por Giuseppe Tornatore, que ve a la recién llegada Margareth Madè como la protagonista femenina. La película, además de obtener un halagador éxito de taquilla, fue nominada para participar como película italiana en los premios Oscar 2010 y también fue nominada a un Globo de Oro. En 2012 fue elegido para la campaña publicitaria primavera/verano Dolce & Gabbana y posteriormente reconfirmado para la campaña otoño/invierno.
Estaba ocupado filmando Milionari, la cuarta película de Alessandro Piva. En 2015 participa en la comedia Latin Lover. En 2016 estuvo entre los protagonistas de la serie La mafia uccide solo d'estate. En 2022 es Simone, uno de los dos padres protagonistas de la película Il filo invisibile.

## Vida personal
Francesco Scianna en 2010, tuvo una relación con la actriz Francesca Chillemi, luego de conocerla en una clase de actuación. Tras su separación en 2011, tuvo un flirteo con Matilde Gioli.

## Filmografía

### Cine
- Il più bel giorno della mia vita, dirigida por Cristina Comencini (2002)
- L'odore del sangue, dirigida por Mario Martone (2004)
- L'uomo di vetro, dirigida por Stefano Incerti (2007)
- Baarìa, dirigida por Giuseppe Tornatore (2009)
- Vallanzasca - Gli angeli del male, dirigida por Michele Placido (2010)
- Ti amo troppo per dirtelo, dirigida por Marco Ponti (2011)
- L'industriale, dirigida por Giuliano Montaldo (2012)
- Itaker - Vietato agli italiani, dirigida por Toni Trupia (2012)
- Come il vento, dirigida por Marco Simon Puccioni (2013)
- Milionari, dirigida por Alessandro Piva (2014)
- Allacciate le cinture, dirigida por Ferzan Özpetek (2014)
- Latin Lover, dirigida por Cristina Comencini (2015)
- Una storia sbagliata, dirigida por Gianluca Maria Tavarelli (2015)
- I calcianti, dirigida por Stefano Lorenzi (2015)
- The Price of Desire, dirigida por Mary McGuckian (2015)
- Ben-Hur, dirigida por Timur Bekmambetov (2016)
- María Magdalena (Mary Magdalene), dirigida por Garth Davis (2018)
- Attenti al gorilla, dirigida por Luca Miniero (2019)
- Il filo invisibile, dirigida por Marco Puccioni (2022)

### Televisión
- Il Grande Torino, dirigida por Claudio Bonivento – miniserie de televisión (2005)
- R.I.S. - Delitti imperfetti, dirigida por Alexis Sweet – serie de televisión, episodio 1x04 (2005)
- La luna e il lago, dirigida por Andrea Porporati – película para televisión (2006)
- Il capo dei capi, dirigida por Alexis Sweet y Enzo Monteleone – miniserie de televisión (2007)
- Ho sposato uno sbirro – serie de televisión, episodio 1x03 (2008)
- Le cose che restano, dirigida por Gianluca Maria Tavarelli – miniserie de televisión (2010)
- Altri tempi, dirigida por Marco Turco – miniserie de televisión (2013)
- La mafia uccide solo d'estate, dirigida por Luca Ribuoli – serie de televisión (2016-2018)
- Maltese - Il romanzo del Commissario, dirigida por Gianluca Maria Tavarelli – miniserie de televisión (2017)
- La stagione della caccia - C'era una volta Vigata, dirigida por Roan Johnson – película para televisión (2019)
- Il processo, dirigida por Stefano Lodovichi – serie de televisión (2019)
- A casa tutti bene - La serie, dirigida por Gabriele Muccino – serie de televisión (2021-en curso)

## Premios y reconocimientos
| Año  | Premio                                                              | Categoría                                  | Trabajo            | Resultado | Notas                    |
| ---- | ------------------------------------------------------------------- | ------------------------------------------ | ------------------ | --------- | ------------------------ |
| 2009 | Sindicato Nacional Italiano de Periodistas Cinematográficos (SNGCI) | Mención especial como Promesa del año 2009 | Baarìa             | Ganador   | Junto con Margareth Madè |
| 2022 | Nastro d'argento                                                    | Mejor actor en una película de comedia     | Il filo invisibile | Ganador   |                          |